# Limnonectes khasianus
Limnonectes khasianus és una espècie de granota que viu a l'Índia.